# قاعة نايسميث التذكارية لمشاهير كرة السلة
قاعة نايسميث التذكارية لمشاهير كرة السلة (بالإنجليزية: Naismith Memorial Basketball Hall of Fame)‏ متحف وقاعة مشاهير أمريكية تقع في سبرينغفيلد (ماساتشوستس). وهي المكتبة الأكثر اكتمالا في هذه الرياضة وتهدف إلى الرفع من شأن وحفظ تاريخ كرة السلة. وهي مسماه باسم الطبيب الكندي والمربي ومخترع رياضة كرة السلة جيمس نايسميث. تأسست في سنة 1959.

## وصلات خارجية
- الموقع الرسمي